# Carla Juri
Carla Juri (født 2. januar 1985) er en schweizisk skuespillerinde.

## Udvalgt filmografi

### Film
| År   | Titel                                       | Rolle                  | Noter                           |
| ---- | ------------------------------------------- | ---------------------- | ------------------------------- |
| 2006 | Midday Room                                 | Bruden                 | Kortfilm                        |
| 2008 | The Space You Leave                         | Lea                    | Kortfilm                        |
| 2010 | 180° – Wenn deine Welt plötzlich Kopf steht | Esther Grüter          |                                 |
| 2010 | Bold Heroes                                 | Michis Cousine         |                                 |
| 2012 | Jump                                        | Jane                   |                                 |
| 2012 | Someone Like Me                             | Annemarie Geiser       | Eine wen iig, dr Dällebach Kari |
| 2012 | Questo è mio                                | Maestra                | Kortfilm                        |
| 2013 | Finsterworld                                | Natalie                |                                 |
| 2013 | Vådområder                                  | Helen Memel            | Feuchtgebiete                   |
| 2013 | Lovely Louise                               | Junge Louise           |                                 |
| 2014 | Fossil                                      | Julie                  |                                 |
| 2014 | Spooky & Linda                              | Linda                  | Kortfilm                        |
| 2016 | Morris from America                         | Inka                   |                                 |
| 2016 | Paula                                       | Paula Modersohn-Becker |                                 |
| 2016 | Brimstone                                   | Elizabeth Brundy       |                                 |
| 2017 | Blade Runner 2049                           | Dr. Ana Stelline       |                                 |
| 2017 | Walking to Paris                            | Lucy                   | optagelserne                    |

### Fjernsyn
| År   | Title              | Rolle           | Noter                          |
| ---- | ------------------ | --------------- | ------------------------------ |
| 2010 | Married to a Cop   | Ilaria Cantilli | Episode: "Una figlia"          |
| 2011 | Un passo dal cielo | Nina            | Episode: "Salvato dalle acque" |
| 2012 | Der Kriminalist    | Marie           | Episode: "Des Königs Schwert"  |

## Priser
- 2011: Bedste kvindelige birolle for 180° på den Schweiziske Film Awards
- 2012: Bedste kvindelige hovedrolle ved den Schweiziske Film Awards
- 2013: Shooting Stars Award - Europas Bedste Unge Skuespillere